# Гренејда (Мисисипи)
Гренада (енгл. Grenada) град је у америчкој савезној држави Мисисипи.

## Демографија
По попису из 2010. године број становника је 13.092, што је 1.787 (-12,0%) становника мање него 2000. године.
| Група             | 2000.         | 2010.         |
| Белци             | 7.298 (49,0%) | 5.799 (44,3%) |
| Афроамериканци    | 7.342 (49,3%) | 7.027 (53,7%) |
| Азијати           | 75 (0,5%)     | 39 (0,3%)     |
| Хиспаноамериканци | 104 (0,7%)    | 122 (0,9%)    |
| Укупно            | 14.879        | 13.092        |